# Schackspett
Schackspett (Veniliornis mixtus) är en fågel i familjen hackspettar inom ordningen hackspettartade fåglar.

## Utseende
Schackspetten är en liten hackspett med svartvita fläckar över hela kroppen. På huvudet syns en svart ansiktsmask inramad av två vita linjer. Hanen är röd på hjässans bakre del, medan honan är mörk. 

## Utbredning och systematik
Schackspett delas in i fyra underarter med följande utbredning:
- V. m. mixtus – norra Argentina (Paranáflodens bäcken och Buenos Aires-provinsen)
- V. m. berlepschi – centrala Argentina (Córdoba söderut till Neuquén och Río Negro)
- V. m. malleator – Gran Chaco i norra Argentina, Paraguay och sydöstra Bolivia
- V. m. cancellatus – alla östligaste Bolivia till östra Brasilien, nordöstra Paraguay och västra Uruguay

### Släktestillhörighet
Tidigare behandlades schackspetten som tillhörande släktet Picoides, men genetiska studier visar att den står närmare vitprickig hackspett (V. spilogaster). Vidare genetiska studier visar dock att övervägande amerikanska hackspettar som tidigare förts till Picoides står närmare Venilliornis än typarten i släktet, tretåig hackspett. Olika auktoriteter behandlar dessa resultat på varierande sätt, där dessa hackspettar oftast lyfts ut i de mindre släktena Dryobates och Leuconotopicus, som successivt är Veniliornis-arternas närmaste släktingar. Tongivande Clements et al har istället valt att inkludera alla i ett expanderat Dryobates.

## Levnadssätt
Schackspetten hittas mestadels i öppen savannskog. Den födosöker vanligen enstaka eller i par, ofta lågt ovan mark.

## Status
Arten har ett stort utbredningsområde och beståndet anses stabilt. Internationella naturvårdsunionen IUCN listar den därför som livskraftig (LC).